# Palustriella commutata
Palustriella commutata là một loài Rêu trong họ Amblystegiaceae. Loài này được (Hedw.) Ochyra mô tả khoa học đầu tiên năm 1989.